# Чемпіонат СРСР з хокею із шайбою 1963—1964
18-й чемпіонат СРСР з хокею з шайбою проходив з 6 жовтня 1963 року по 27 квітня 1964 року. У змаганні брали участь двадцять одна команда (клуб СКА Калінін був знятий з розіграшу). Переможцем став клуб ЦСКА. Найкращий снайпер — Олександр Альметов (40 закинутих шайб).

## Клас А

### Перша підгрупа
| М   | Команда              | І  | Пер | Н | Пор | Ш       | О  |
| --- | -------------------- | -- | --- | - | --- | ------- | -- |
| 1.  | ЦСКА                 | 36 | 32  | 1 | 3   | 246:84  | 65 |
| 2.  | «Динамо» Москва      | 36 | 25  | 1 | 10  | 152:96  | 51 |
| 3.  | «Спартак» Москва     | 36 | 24  | 1 | 10  | 165:107 | 50 |
| 4.  | «Локомотив» Москва   | 36 | 20  | 2 | 14  | 135:112 | 42 |
| 5.  | «Хімік» Воскресенськ | 36 | 19  | 4 | 13  | 100:101 | 42 |
| 6.  | «Торпедо» Горький    | 36 | 13  | 3 | 20  | 101:128 | 29 |
| 7.  | «Крила Рад» Москва   | 36 | 11  | 4 | 21  | 105:147 | 26 |
| 8.  | СКА Ленінград        | 36 | 9   | 3 | 24  | 87:136  | 21 |
| 9.  | «Трактор» Челябінськ | 36 | 8   | 3 | 25  | 99:183  | 19 |
| 10. | Електросталь         | 36 | 6   | 3 | 27  | 81:175  | 15 |

Клуб СКА Калінін був знятий з чемпіонату.
Скорочення: М = підсумкове місце, І = ігри, Пер = перемоги, Н = нічиї, Пор = поразки, Ш = закинуті та пропущені шайби, О = набрані очки

## Найкращі снайпери
1. Олександр Альметов (ЦСКА) — 40 шайб.
2. Веніамін Александров (ЦСКА) — 39.
3. В'ячеслав Старшинов («Спартак» Москва) — 34.
4. Віктор Циплаков («Локомотив» Москва) — 25.
5. Костянтин Локтєв (ЦСКА) — 24.

### Друга підгрупа
| М   | Команда                      | І  | Пер | Н  | Пор | Ш       | О  |
| --- | ---------------------------- | -- | --- | -- | --- | ------- | -- |
| 11. | Металург (Новокузнецьк)      | 40 | 27  | 3  | 10  | 174:116 | 57 |
| 12. | «Автомобіліст» (Свердловськ) | 40 | 26  | 3  | 11  | 162:96  | 55 |
| 13. | СК ім. Урицького             | 40 | 21  | 8  | 11  | 153:128 | 50 |
| 14. | «Сибір» Новосибірськ         | 40 | 19  | 6  | 15  | 142:131 | 44 |
| 15. | «Молот» Перм                 | 40 | 19  | 6  | 15  | 140:136 | 44 |
| 16. | «Динамо» Київ                | 40 | 16  | 11 | 13  | 140:118 | 43 |
| 17. | СКА (Куйбишев)               | 40 | 18  | 5  | 17  | 153:131 | 41 |
| 18. | «Даугава» Рига               | 40 | 14  | 7  | 19  | 158:163 | 35 |
| 19. | «Аерофлот» Омськ             | 40 | 15  | 5  | 20  | 129:156 | 35 |
| 20. | «Спартак» (Ленінград)        | 40 | 11  | 7  | 22  | 117:156 | 29 |
| 21. | «Дизель» Пенза               | 40 | 2   | 3  | 35  | 85:229  | 7  |

## «Динамо» (Київ)
За український клуб у дебютному сезоні виступали (у дужках зазначена кількість закинутих шайб):
| Воротарі: Віталій Павлушкін (77п), Микола Кульков (41п), Юрій Сапетний. Захисники: Володимир Альошин, Олексій Богінов, Микола Ворошилов (4), Едуард Д'яков (11), Юрій Михайлов (3), Анатолій Рябиченко (4), Анатолій Сергєєв (1). Нападники: Олексій Абрамов, Андрієс Ансверіньш, Юрій Бистров (10), Олександр Голембіовський, Олександр Кузнецов (16), Валентин Мартинов (16), Анатолій Пронкін (11), Олег Савельєв (12), Сергій Серебряков (4), Ігор Тузик (3), Валентин Уткін (8), Євген Флейшер (3), Ілля Фрідман (13), Ігор Шичков (9), Георгій Юдін (11), Олександр Шоман. Старший тренер — Дмитро Богінов; тренер — Ігор Шичков. |